# Zegen van Aäron
De Zegen van Aäron, soms Aäronitische zegen genoemd, is een priesterlijke zegen die in veel christelijke kerken en gemeenten een vast onderdeel is van de liturgie of eredienst. De zegen wordt aan het eind van de viering of dienst door de priester, dominee of voorganger uitgesproken, waarbij hij/zij de armen zegenend heeft uitgestrekt.
De zegen komt overeen met de joodse priesterzegen uit Numeri 6:24-26. Hij was volgens deze overlevering door God via Mozes aan de eerste hogepriester van het volk Israël, Aäron, gegeven om over het volk uit te spreken.

## Tekst
De onderstaande tekst wordt uitgesproken. In de meeste kerkgenootschappen wordt alleen de zegen zelf, dus Numeri 6:24-26, uitgesproken.
| vers | Nieuwe Bijbelvertaling                                                                 | Statenvertaling                                                                                              |
| ---- | -------------------------------------------------------------------------------------- | --- |
|      | Goddelijke opdracht                                                                    | |
| 22   | De HEER zei tegen Mozes:                                                               | En de HEERE sprak tot Mozes, zeggende:                                                                       |
| 23   | Zeg tegen Aäron en zijn zonen, dat zij de Israëlieten met deze woorden moeten zegenen: | Spreek tot Aäron en zijn zonen, zeggende: Alzo zult gijlieden de kinderen Israëls zegenen, zeggende tot hen: |
|      | Zegen                                                                                  | |
| 24   | Moge de HEER u zegenen en u beschermen,                                                | De HEERE zegene u, en behoede u!                                                                             |
| 25   | moge de HEER het licht van zijn gelaat over u doen schijnen en u genadig zijn,         | De HEERE doe Zijn aangezicht over u lichten, en zij u genadig!                                               |
| 26   | moge de HEER u zijn gelaat toewenden en u vrede geven.                                 | De HEERE verheffe Zijn aangezicht over u, en geve u vrede!                                                   |
|      | Gevolg                                                                                 | |
| 27   | Als zij mijn naam over het volk uitspreken, zal ik de Israëlieten zegenen.’            | Alzo zullen zij Mijn Naam op de kinderen Israëls leggen; en Ik zal hen zegenen.                              |